# Georg Franz Hoffmann
Georg Franz Hoffmann, född 13 januari 1760 i Marktbreit, Unterfranken, Bayern, död 17 mars (5 mars enligt den julianska kalendern) 1826 i Moskva, var en tysk botaniker.
Han disputerade i Erlangen 1786 på avhandlingen De varia lichenum usu commentatio (ungefär Anteckningar om insamling och användning av traktens lavar) och blev professor i botanik i Erlangen 1789, i medicin och botanik i Göttingen 1792 och i botanik i Moskva 1804.
Han var speciellt intresserad av Pteridophytes (ormbunksväxter), mykologi (svampar), Bryophyta (bladmossor) och Spermatophytes (fröväxter).
I brev 1815 till J. E. Smith meddelar Hoffmann att hans samlingar blivit förstörda i en brand.
Hoffmann har beskrivit 502 arter, varav 113 baseonymer.

## Publikationer
- 1742 … 1811 Portugisisk utgåva: "Descriptio et adumbratio plantarum e classe crittogamica Linnanei quae lichenes dicuntur Lusitanorum botanicorum in usum, celsissismi ac potensissimi Lusitaniae principis regentis domini nostri, et jussu, et auèspiciis denuo typis mandata, curante Fr. Josepho mariano Veloso." (51 handkolorerade kopparstick)
- 1781 Descriptio et adumbratio plantarum e classe cryptogamica Linnaei quae lichenes dicuntur
- 1784 Enumeratio lichenum iconibus et descriptionibus illustrata Band I: Lepra Verrucaria Tubercularia Scutellaria. 22 illustrationer
- 1785 Historia salicum iconibus illustrata Volumen primum, 24 kopparstick, utförda av författaren
- 1786 De varia lichenum usu commentatio
- 1787 Mémoires sur l'utilité des lichens dans la médicine et dans les arts (Medförfattare Pierre-Joseph Amoreux, Pierre Remi François de Paule Willemet
- 1787 Observationes botanicae
- 1787 … 1790 Vegetabilia cryptogama/cryptogamica (2 delar, 8 kopparstick, utförda av författaren)
- 1789 Nomenclator fungorum Pars I Agarici. Accedunt tabula vi aere incisae et ab auctore delineatae. (Med 6 avbildningar från naturen, kopparstick utförda av författaren)
- 1791 Historia salicum, iconibus illustrata Del II, 6 kopparstick
- 1791 Historia salicum iconibus illustrata Volumen II, 6 kopparstick, utförda av författaren
- 1791 Deutschlands flora oder botanisches Taschenbuch für das Iahr 1791
- 1791 La flore de l'Allemagne ou étrennes botanique our l'an 1791 Del 1 (Översättning av Deutschlands flora oder botanisches Taschenbuch für das Iahr 1791)
- 1793 Hortus Gottingensis quem proponit simulque Orationem inchoandae Professioni Sacram
- 1794 Descriptio et adumbratio plantarum e classe cryptogamica linnaei quae lichenes dicuntur Volumen secundum, 6 kopparstick
- 1796 La flore de l'Allemagne ou étrennes botanique our l'an 1791 Del II, 14 kolorerade kopparstick
- 1800 Descriptio et adumbratio plantarum e classe cryptogamica linnaei quae lichenes dicuntur Volumen primum 25 handkolorerade kopparstick
- 1801 Descriptio et adumbratio plantarum e classe cryptogamica Linnaei quae lichenes dicuntur Volumen tertium. 17 kopparstick, tavlorna XLIX – LXVI
- 1801 Compendium florae Britanniae in usum florae Germanicae
- 1803 Phytographische Blätter. G. F. Hoffman är utgivare; ej författare till detta verk. Tre kopparstick, varav två handkolorerade.
- 1806 Hortus mosquensis Prima dedit fruges alimentaque mitia terris.
- 1808 Enumeratio plantarum et seminum hort botanici mosquensis
- 1811 Vegetabilia in Hercyniae subterraneis collecta iconibus deskriptionibus et observatonibus illustrata. 18 handkolorerade kopparstick
- 1814, 1816 Genera Plantarum Umbelliferarum
- 1825 Herbarium vivum, sive collectio plantarum siccarun, Caesareae Universitatis Mosquensis. Pars secunda, continents

## Eponymer
- Hoffmannia O.Swartz, 1788
- Hoffmannia Willd., 1789

Auktorsnamnet Hoffm. kan användas för Georg Franz Hoffmann i samband med ett vetenskapligt namn inom botaniken; se Wikipediaartiklar som länkar till auktorsnamnet.

## Konflikter
- Vissa äldre, ofta citerade källor, uppger att ordningen på förnamnen skulle vara Franz Georg, men det avfärdas av IPNI, med stöd av BHL (sidorna 237 – 241).
- Vissa källor anger födelse till 31 januari 1761, men det är fel enligt BHL. Rätt är 13 januari 1760, verifierat i arkiv hos födelseförsamlingen i  Marktbreit.[2]